# Unión Española
Club Unión Española – chilijski klub piłkarski, jeden z najpopularniejszych w kraju. Siedzibą klubu jest stolica państwa, Santiago. Popularnym skrótem nazwy klubu jest UE.

## Historia
Union Española został założony 18 maja 1897 przez grupę hiszpańskich imigrantów w Chile. Najbardziej pamiętnym rokiem dla klubu był rok 1975, kiedy to zespół dotarł na szczyty światowego futbolu, czyli osiągnął finał Copa Libertadores. Dopiero w finale drużyna uległa argentyńskiej potędze – CA Independiente.

### Znani piłkarze w historii klubu
Do najbardziej znanych graczy w historii klubu należą: Honorino Landa, José Luis Sierra, Juan Machuca, Jorge Spedaletti oraz Atilio Cremaschi.
W styczniu 2005 do UE dołączył Caleb Norkus, stając się w tym momencie pierwszym obywatelem Stanów Zjednoczonych grającym w pierwszej lidze w całej Ameryce Południowej. Po wygraniu turnieju Apertura Norkis w sierpniu wrócił do swej ojczyzny, wstępując w barwy klubu Puerto Rico Islanders.
| - Clarence Acuña - Héctor Aldea - Antonio Arias - Fernando Astengo - José María Buljubasich - Juan Carreño - Atilio Cremaschi - Giovanny Espinoza - Pedro González Vera - Honorino Landa - Martín Ligüera - Juan Machuca - Manuel Neira | - Mario Osbén - Pedro Reyes - Héctor Rial - Rodrigo Ruiz - Fernando Sanz - José Luis Sierra - Jorge Spedaletti - Nelson Tapia - Jorge Toro - Rodrigo Valenzuela - Marcelo Vega - Leonardo Véliz |

## Osiągnięcia

### Krajowe
- Primera División

| zwycięstwo (7):      | 1943, 1951, 1973, 1975, 1977, 2005 (A), 2013 (T)                           |
| drugie miejsce (10): | 1945, 1948, 1950, 1970, 1972, 1976, 2004 (C), 2009 (A), 2012 (C), 2017 (T) |

- Copa Chile

| zwycięstwo (2):     | 1992, 1993 |
| drugie miejsce (2): | 1978, 1988 |

- Campeonato de Apertura

| zwycięstwo (1):     | 1947 |
| drugie miejsce (1): | 1933 |

- Supercopa de Chile

| zwycięstwo (1):     | 2013 |
| drugie miejsce (0): | –    |

### Międzynarodowe
- Copa Libertadores

| zwycięstwo (0):     | –    |
| drugie miejsce (1): | 1975 |

## Stadion
Klub rozgrywa swoje mecze na stadionie „Estadio Santa Laura”, jednym z najstarszych stadionów w Chile, oddanym do użytku w roku 1922.